# Val-de-Reuil
Val-de-Reuil là một xã ngoại thành thuộc tỉnh Eure trong vùng Normandie miền bắc nước Pháp.